# ライトハウス (辞典)
ライトハウスは、研究社が発行している英和辞典および和英辞典のシリーズ。

## 概要
1984年、竹林滋、小島義郎編集による『研究社ユニオン英和辞典』の第三版改訂期に、『ライトハウス英和辞典』名義を変更し、同時に和英辞典も刊行した。
竹林滋が英和辞典編集で中心的な役割をしていくのに対し、小島義郎が和英辞典編集に力を入れるなど、二人が中心となって長年、ライトハウス辞典シリーズの編集に当たっている。
2008年の第五版まで、計画通り6年ごとに改訂版を作り上げた。
2012年、第6版が発行された。
同じ研究社からで出ている『新英和中辞典』、『新和英中辞典』が社会人なども実務者も使える辞書を目指しているのに対し、ライトハウスシリーズは、初心者、高校生から大学入試まで使える学習英語辞典を目指している。

## シリーズ一覧

### 英和辞典
ライトハウス英和辞典
- 第7版 ‐ 2023年発行。編集：赤須薫
- 第6版 - 2012年発行。編集：竹林滋、東信行、赤須薫
- 第5版 - 2008年発行。編集：竹林滋、小島義郎、東信行、赤須薫
- 第4版 - 2002年発行。
- 第3版 - 1996年発行。
- 第2版 - 1990年発行。翌年2色刷版が発売される。
- 初版 - 1984年発行。

ルミナス英和辞典
- 第2版 - 2005年発行。
- 初版 - 2001年発行。

カレッジライトハウス英和辞典
- 初版 - 1995年発行。

グリーンライトハウス英和辞典
- 初版 - 1994年発行。ライトハウス英和辞典から、基本的語彙を選び出した。

研究社ユニオン英和辞典
- 第2版 - 1978年発行。
- 初版 - 1972年発行。

### 和英辞典
ライトハウス和英辞典
- 第5版 - 2008年発行。編集：小島義郎、竹林滋、中尾啓介、増田秀夫
- 第4版 - 2002年発行。
- 第3版 - 1996年発行。
- 第2版 - 1990年発行。
- 初版 - 1984年発行。

ルミナス和英辞典
- 第2版 - 2005年発行。
- 初版 - 2001年発行。

カレッジライトハウス和英辞典
- 初版 - 1995年発行。ライトハウス和英辞典ではカバーされていない語彙を含めた。

## フォニックス表記
「ライトハウス英和辞典」の第二版、第三版には、基本的な2000余りの単語の発音表記に、他の英和辞典で一般的な国際音声学会が定めている国際音声記号とともに、フォニックス表記の二つが併記されていた。（この併記は、「カレッジライトハウス英和辞典」にも受け継がれた。）この試みは、英和辞典、とくに学習英和辞典では大変画期的な試みであった。
しかし、2001年に改訂された「ライトハウス英和辞典」第四版、および「ルミナス英和辞典」以降、このフォニックス表記は姿を消した。